# 新北美國學校
新北美國學校（全名為新北市華美國際美國學校, 英文全名為 Asia American International Academy, 英文簡稱 AAIA）是新北市第一所美國學校，經美國在台協會（AIT）函轉中華民國外交部，由新北市政府教育局核准立案。採六年級至十二年級的美國學制，並提供美國進階先修課程（AP），申請就讀的學生須持有外國籍護照，並需接受英語能力測驗，於2021年六月取得美國西部院校評鑑協會（WASC）國際學校資格認證（2021–2027年）。

## 沿革
- 2011年7月，美國在台協會函轉新北市教育局。
- 2014年11月，取得新北市教育局核准籌設。
- 2015年7月22日，在林口舉行第一期校舍的動土典禮[4]。
- 2016年秋季，正式招生。

## 學校特色
招生資格及入學優先順序
AAIA採全境外學校立案方式招收外籍生，不招收本國學生。並依優先順序進行審核。以下為招生資格及錄取順序之相關規定。
1. 美國在臺協會成員之子女
2. 學生及雙親均持有美國護照
3. 學生及雙親任一方持有美國護照
4. 學生本人持有美國護照
5. 學生本人持有外國護照，且為英語系國家
6. 學生本人持有外國護照，且為非英語系國家

採美國加州學制，加州學制係以嚴謹與多元著稱，州政府訂有共同核心標準與執行方案。
學校宗旨為培養學生優異的學術成績，同時重視體育與藝術教育，並以國際視野培育學生尊重、管理、思考、負責的性格或能力。
以學生為中心，除教師的參與外，家長與教育行政人員亦參與協助，讓學生的學習融入社區，學生必須在他們高中四年（九年級至十二年級）期間，執行至少80小時的社區服務。
除品德教育外，學校的教學注重學生差異與思辯教育，以學生特長為依據，加強邏輯與寫作訓練。更著重與美國高等教育的銜接，使學生畢業後，能順利申請世界及美國一流大學。
創校至今已有7屆畢業生，2025畢業班高達100％錄取全球及全美前50大名校。英國牛津大學、倫敦大學國王學院、西班牙聖保羅大學醫學院、美國史丹佛大學、約翰霍普金斯大學、紐約大學、加州大學柏克萊分校及洛杉磯分校（已連續7年錄取）、柏克理音樂學院、帕森、羅德島設計學院、瑞格林藝術與設計學院、加拿大多倫多大學、英屬哥倫比亞大學、澳洲國立大學、雪梨大學等都有其畢業生就讀。

## 學校部門
- 中學部（Junior High）- 6-8年級學生
- 高中部（Senior High）- 9-12年級學生
- 升學及職涯輔導部門（College and Career Readiness) - 輔導學生申請大學
- 語言輔導部門（English As An Additional Language Program）- 加強國中部學生英文能力
- 國際教育中心 (International Education Center)-促進學生全球公民意識，豐富學生教育體驗

AAIA的國際教育中心（IEC）通過促進全球公民意識來豐富學生的教育體驗。從2027畢業班起，學生必須獲得1個全球公民體驗（GCE）學分作為畢業門檻。學生可以通過多種機會獲得GCE學分，包括與澳洲和韓國的國際學校的交流項目，以及澳洲暑期學習之旅。此外，符合特定標準的私人學習之旅和夏令營也可以計入學分。IEC團隊在整個GCE學分批准過程中提供指導和支持，確保所有學習經歷符合AAIA的標準，為學生的全球化學習做好準備。

## 姐妹校
- 大邱國際學校（DIS）

大邱國際學校（DIS）位於韓國大邱廣域市。AAIA和DIS於2023年建立了姐妹校關係，以促進兩校的文化交流。每年4月的學生交換計劃，讓學生深入體驗韓國文化。活動包括與校內學生一起學習、試穿傳統韓服、品嚐韓國美食等。學生與當地家庭同住，了解韓國習俗和生活方式，共度美好時光。雙方交流旨在培養孩子的全球視野和文化敏感度，建立長久的友誼，並幫助學生在多元的國際世界中成長。
- 諾伍德國際高級中學（NIHS）

諾伍德國際高級中學（NIHS）位於宜人的澳洲阿德萊德。AAIA和NIHS於2024年建立了姐妹校關係，以促進教育合作和文化交流。自2024年起，AAIA的學生前往NIHS，踏上澳洲大陸體驗當地文化。隔年NIHS的學生們也將來到AAIA體驗台灣和美國文化。
- 平內高中（PNHS）

位於韓國京畿道南楊州市，平內高中重視多語教育與學生安全，並提供多元社團活動，鼓勵學生全人發展。AAIA與PNHS於2025年建立姐妹校關係，透過學生互訪、文化體驗與寄校園交流，促進雙方學生的跨文化理解與全球視野。
交流計劃包含實作課程、跨學科項目合作、參與節慶活動，並藉由與寄宿家庭同住，體驗日常生活。拓展學生的世界觀，了解文化的多樣性，鞏固AAIA和NIHS之間深刻的友誼。

## 社區連結
新北美國學校之交響樂團於2017起，每年感恩節舉辦慈善音樂會：
- 2024 新莊文化藝術中心
- 2023 中正紀念堂演藝廳
- 2022 鶯歌建國國小
- 2021 新北市金山區金山國民小學 [9][10][11][12][13][14][15]
- 2020 平溪活動中心 [16]
- 2019 桃園市復興區介壽國小活動中心[17]
- 2018 長庚養生文化村大禮堂 [18]
- 2017 衛生福利部桃園醫院1樓大廳

## 認證機構
- Accrediting Commission for Schools（ACS）學校認證委員會
- Western Association of Schools and Colleges（WASC）西部學校和學院協會[19]